# 色丹郡
- 令制国一覧 > 北海道 (令制) > 千島国 > 色丹郡
- 日本 > 北海道 > 根室振興局 > 色丹郡

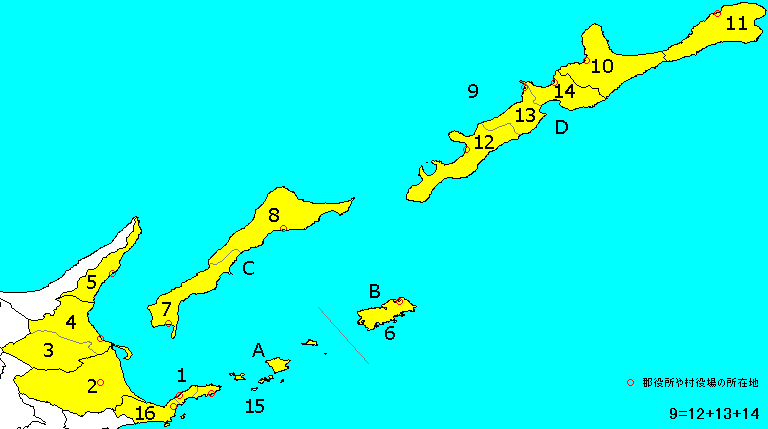
北海道色丹郡の位置（6：色丹村）

色丹郡（しこたんぐん）は、北海道（千島国）根室振興局の郡の一つであり、現状はサハリン州南クリル管区の管轄下にある。
以下の1村を含む。
- 色丹村（しこたんむら）

当該地域の領有権に関する詳細は千島列島及び北方領土問題の項目を参照のこと。

## 概要
色丹島とそれに近接する小島で構成され、中心集落は北端の斜古丹（しゃこたん）地区で、村役場をはじめ郵便局、派出所などが置かれ、捕鯨基地としても重要だった。このほか、穴澗（あなま）、能登呂（のとろ）、切通（きりとうし）、相見崎（ヨコネモシリ）、チボイ地区の人口が多く、分教場も置かれた。

## 歴史

### 郡発足以降の沿革
- 明治18年（1885年）
  - 1月6日 - 根室国花咲郡の一部（色丹島）が分立して色丹郡が発足。千島国に所属し、根室県および根室郡外九郡役所（根室花咲野付標津目梨国後得撫新知占守色丹郡役所）の管轄となる[2]。
- 明治19年（1886年）
  - 1月26日 - 廃県置庁により北海道庁根室支庁の管轄となる。
  - 2月 - 根室支庁が廃止。
- 明治30年（1897年）11月5日 - 郡役所が廃止され、根室支庁の管轄となる。
- 大正12年（1923年）4月1日 - 北海道二級町村制の施行により、斜古丹村（二級村、単独村制）が発足。
- 昭和8年（1933年）10月1日 - 斜古丹村が改称して色丹村（二級村）となる。
- 昭和18年（1943年）6月1日 - 北海道一・二級町村制が廃止され、北海道で町村制を施行。二級町村は指定町村となる。
- 昭和20年（1945年）9月2日 - 日本政府が降伏文書に調印、同時に一般命令第1号により、ソ連占領下となる。
- 昭和21年（1946年）10月5日 - 指定町村を廃止。
- 昭和22年（1947年）5月3日 - 地方自治法の施行により北海道根室支庁の管轄となる。
- 平成22年（2010年）4月1日 - 根室支庁が廃止され、根室振興局の管轄となる[3]。

## 人口
国勢調査の結果のうち、大正14年 - 昭和10年のデータは、昭和10年の国勢調査報告による。世帯数のデータは南千島色丹島誌からの孫引き。
- 大正9年 - 国勢調査 542人（男315人、女227人）、世帯数117[6]（斜古丹村）
- 大正14年 - 国勢調査 857人、世帯数148
- 昭和5年 - 国勢調査 911人、世帯数169
- 昭和10年 - 国勢調査 1,177人（男694人、女483人）、定住人口1,002人（色丹村）、世帯数189
- 昭和15年 - 国勢調査 1,499人（男971人、女528人）、世帯数217[7]
- 昭和20年 - 1,038人、世帯数206[8]

## 行政
特記なき場合『根室・千島歴史人名事典』による。
根室郡外九郡長
| 代 | 氏名     | 就任年月日                 | 退任年月日                | 備考                                   |
| -- | -------- | -------------------------- | ------------------------- | -------------------------------------- |
| 1  | 松下兼清 | 明治18年（1885年）         | 明治19年（1886年）        |                                        |
| 2  | 広田千秋 | 明治19年（1886年）12月     | 明治22年（1889年）        |                                        |
| 3  | 細川碧   | 明治22年（1889年）7月      | 明治23年（1890年）7月     |                                        |
| 4  | 高岡直吉 | 明治23年（1890年）8月11日  | 明治28年（1895年）12月3日 |                                        |
| 5  | 林悦郎   | 明治28年（1895年）12月18日 | 明治30年（1897年）11月5日 | 根室郡外九郡役所を廃し根室支庁を置く。 |